# Municipio de Gallipolis
El municipio de Gallipolis (en inglés: Gallipolis Township) es un municipio ubicado en el condado de Gallia en el estado estadounidense de Ohio. En el año 2010 tenía una población de 5097 habitantes y una densidad poblacional de 189,12 personas por km².

## Geografía
El municipio de Gallipolis se encuentra ubicado en las coordenadas 38°50′4″N 82°11′56″O / 38.83444, -82.19889. Según la Oficina del Censo de los Estados Unidos, el municipio tiene una superficie total de 26.95 km², de la cual 26,03 km² corresponden a tierra firme y (3,43 %) 0,92 km² es agua.

## Demografía
Según el censo de 2010, había 5097 personas residiendo en el municipio de Gallipolis. La densidad de población era de 189,12 hab./km². De los 5097 habitantes, el municipio de Gallipolis estaba compuesto por el 91,31 % blancos, el 4,43 % eran afroamericanos, el 0,59 % eran amerindios, el 0,78 % eran asiáticos, el 0,37 % eran de otras razas y el 2,51 % eran de una mezcla de razas. Del total de la población el 1,16 % eran hispanos o latinos de cualquier raza.